# Quetzal (moeda)
O quetzal (plural em português: quetzais; código ISO 4217: GTQ) é a moeda nacional da Guatemala. Recebeu o nome da ave da Guatemala, o quetzal. Divide-se em 100 centavos. O plural é quetzales. Na antiga Civilização Maia, as penas da cauda do quetzal eram usadas como moeda. Ela se subdivide em 100 centavos, que na gíria local são chamados de lenes.

## Histórico
Esta moeda foi introduzida em 1925, durante o mandato do presidente José María Orellana, cuja imagem aparece no anverso da nota de 1 quetzal. Substituiu o antigo peso guatemalteco. Até 1987, o quetzal era indexado ao de valor interno igual ao dólar americano e antes de ser indexado ao dólar era indexado ao franco francês, assim como utilizava ao padrão ouro.

## Moedas

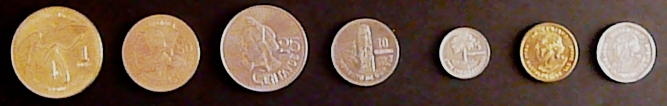
Moedas de Quetzal

Em 1925, moedas nas denominações de 1, 5, 10 centavos, ¼, ½ e 1 quetzal foram introduzidas, apesar da maioria das moedas de 1 quetzal terem sido retiradas de circulação e fundidas. Moedas de ½ e 2 centavos entraram em circulação em 1932. Até 1965, moedas de 5 centavos eram cunhadas com 72% de prata.
As moedas de ½ e 1 quetzal foram recolocadas em circulação respectivamente em 1998 e 1999. Atualmente as moedas em circulação são as seguintes:
- 1 centavo
- 5 centavos
- 10 centavos
- 25 centavos
- 50 centavos
- 1 quetzal

## Cédulas
As primeiras cédulas foram emitidas pelo Banco Central da Guatemala nas denominações de 1, 2, 5, 10, 20 e 100 quetzales, com a inclusão da nota de ½ quetzal em 1933. Em 1946, o Banco da Guatemala assumiu a emissão de papel-moeda, remarcando as antigas cédulas emitidas pelo Banco Central da Guatemala. Exceto pela adoção da cédula de 50 quetzales em 1967, as denominações das cédulas se mantiveram inalteradas até o fim da década de 1990, quando foram adotadas moedas de ½ e 1 quetzal a fim de substituir as cédulas.
No canto superior esquerdo do anverso de cada cédula, o valor é exibido em numeral maia, a fim de representar a história e cultura guatemalteca.
| Cédulas em circulação | Cédulas em circulação | Cédulas em circulação | Cédulas em circulação | Cédulas em circulação                                                                                                | Cédulas em circulação                                                | Cédulas em circulação                                              |
| Imagem                | Imagem                | Valor                 | Cor predominante      | Descrição | Descrição                                                            | Observação                                                         |
| Anverso               | Reverso               | Valor                 | Cor predominante      | Anverso | Reverso                                                              | Observação                                                         |
| --------------------- | --------------------- | --------------------- | --------------------- | --- | -------------------------------------------------------------------- | ------------------------------------------------------------------ |
|                       |                       | Q 0,50                | Marrom                | Tecún Umán, Príncipe e Comandante-Chefe do Reino Quiche durante a colonização espanhola.                             | Templo I em Tikal.                                                   | Continua reconhecida, mas com produção descontinuada.              |
|                       |                       | Q 1                   | Verde                 | José María Orellana, presidente da Guatemala durante a reforma monetária que instituiu o Quetzal como moeda oficial. | Edifício-sede do Banco da Guatemala.                                 | Foi reintroduzida como cédula de polímero em 20 de agosto de 2007. |
|                       |                       | Q 5                   | Violeta               | Justo Rufino Barrios, líder da Revolução Liberal de 1871.                                                            | Alegoria representando a Educação.                                   |                                                                    |
|                       |                       | Q 10                  | Vermelho              | Miguel García Granados, deputado e principal líder da Revolução Liberal de 1871.                                     | Reprodução da Assembleia Nacional da Guatemala em 1872.              |                                                                    |
|                       |                       | Q 20                  | Azul                  | Mariano Gálvez, chefe de Estado da Guatemala, durante a união dos Estados Unidos da América Central.                 |                                                                      |                                                                    |
|                       |                       | Q 50                  | Laranja               | Carlos Zachrisson, antigo ministro das Finanças de 1923 a 1926.                                                      | Alegoria representando a importância do cultivo de café para o país. |                                                                    |
|                       |                       | Q 100                 | Sépia                 | Francisco Marroquín, primeiro bispo do Reino de Goathemala, e fundador da Universidade de San Carlos de Guatemala    | Primeira Universidade da Guatemala                                   |                                                                    |
|                       |                       | Q 200                 | Aqua                  | Sebastian Hurtado, Mariano Valverde, German Alcantara. Três compositores de marimba.                                 | Representação da marimba, instrumento nacional.                      |                                                                    |
|                       |                       |                       |                       | |                                                                      |                                                                    |

O Banco da Guatemala introduziu a nota de 1 quetzal em polímero, impressa na Canadian Banknote Company em 20 de agosto de 2007. 
A adoção das cédulas de 500 e 1 000 quetzales estão em estudo no congresso nacional. Sua aparência pode ser presumida no site :
- A cédula de 500 quetzales terá como tema principal uma alegoria maia do mito de Popol Vuh e literatura guatemalteca, enquanto Miguel Ángel Asturias aparecerá na outra face. A cor predominante deverá ser cinza.
- A cédula de 1 000 quetzales terá como tema no reverso a alegoria representando as raízes guatemaltecas. O anverso mostrará imagens de quatro povos pertencentes às "raças guatemaltecas" (Povo Ladino, Civilização Maia, Garifuna e povo Xinca). A cor predominante deverá ser Ocre.

| Converter | Para | Resultado   | Explicação                                 |
| --------- | ---- | ----------- | ------------------------------------------ |
| 1 GTQ     | BRL  | 0,27413 BRL | 1 GTQ = 0,27413 BRL em 12 de junho de 2013 |